# 113. п. н. е.

## Догађаји
- Германска племена упадају у Галију и северну Шпанију. Германско племе Кимбри наноси пораз римској војсци под Гајем Папиријем Карбоном у долини Драве.